# Амерички тата
Амерички тата (у оригиналу American Dad!) је америчка сатирична анимирана серија која се приказује на телевизији Фокс почев од 1. маја 2005. Серију је креирао Сет МакФарлан, аутор много познатије анимиране серије Породични човек. Серија прати доживљаје агента Ције по имену Стен Смит, његове породице и колега. 

## Радња
Радња серије је смештена у измишљњени градић Ленгли Фолс у америчкој држави Вашингтон где станује породица Смит. Епизоде обично имају по два заплета; најчешће је један везан за Стенове мисије и догодовштине у Цији, док се други тиче неког од чланова његове породице, мада наравно постоје и разне варијације. Као и у многим другим анимираним и не само анимираним серијама, какав год да буде заплет, на крају епизоде се све врати како је било на почетку (тзв. Статус кво).

## Главни ликови
- Стенфорд Леонард Смит (Stanford Leonard Smith)

Глава породице Смит. Ради у организацији Ција. Првобитно му је радно место било експерт за оружје, док је у другој сезони постао заменик заменика директора. Увек носи одело и кравату, као и пиштољ «глок 17» кога потеже у свакој прилици, чак и у расправама са члановима породице. Диви се Роналду Регану и често цитира његове говоре. По опредељењу је десничар и конзервативац. Не либи се да свој положај користи да киднапује, хапси, дрогира или депортује људе који то нису ничим заслужили, из свог или интереса неког од његових ближњих. Његов лик је базиран на америчким филмовима из педесетих који су пропагирали антикомунизам.
- Франсина Ли Смит Линг (Francine Lee Smith Ling)

Стенова супруга. Има дугу плаву косу (мада је њена природна боја косе у ствари смеђа) и носи ружичасту кућну хаљину. На први поглед типична домаћица, али не поступа баш увек по стереотипима једне домаћице. Углавном подржава мужа у његовим идејама, осим када Стен претера у својој конзервативности. Пре него што се удала водила је прилично занимљив живот, али након брака своје време углавном проводи радећи по кући и подижући децу.
- Хејли Дримсмастер Смит

Ћерка Стена и Франсине, старија од њихово двоје деце. Има црну косу, зелену траку око чела, тамносиву мајицу, пирсинг на пупку и сандале. Има око 20 година. Хејли је све оно што њен отац није: либерал, левичарски настројена, са сасвим супротним погледима на свет од оца. То резултује њиховим честим конфликтима, које углавном Френсин мора да изглађује. Вегетаријанац је, љубитељ природе, воли да помаже бескућницима, залаже се за контролу оружја. Имала је момка по имену Џеф код кога јој се није допадало што се у свему слаже с њом и никад јој се не успротиви, па је раскидала с њим. Глас јој даје Рејчел МекФарлен, Сетова млађа сестра.
- Стивен Ејнита Смит (Steven Anita Smith)

Син Стена и Франсине, и Хејлин млађи брат. Има смеђу косу, носи наочаре, црвену јакну и патике. Мада интелигентан, Стив није много популаран у својој школи, а не свиђа се много ни девојкама мада улаже велике напоре да освоји неку. Има своја три пријатеља по имену Снот, Бери и Тоши са којима се редовно виђа и игра. У многим епизодама Стив се упушта у неку романтичну авантуру, и без обзира докле стигне с дотичном девојком, на крају епизоде се његова авантура изјалови.
- Клаус (Klaus)

Клаус је настао тако што су у Цији заменили мозак скијаша из Источне Немачке са златном рибицом, како би спречили да ова земља освоји златну медаљу. Резултат је, дакле, златна рибица која говори енглески са немачким нагласком. Клаус је развио фантазије према Френсин и често алудира на то, не скривајући своје страсти према њој. Воли да прави саркастичне шале а има и урођену дозу садизма, коју правда тиме да је Немац. У стању је да провири из свог акваријума, бар на кратко буде на сувом или да опстане у термосу са кафом.
- Роџер Смит

Ванземаљац који је спасао живот Стену у Области 51, па га је овај у знак захвалности, уместо да га по службеној дужности пријави Цији, одвео кући да живи с њима. За разлику од већине стереотипних ванземаљаца који су зелене боје, Роџерова боја је светлосива. Како му није дозвољено да изађе из куће, Роџер проводи пуно времена гледајући ТВ. Конзумира алкохол и дуван, воли брзу храну и слаткише. Понекад га Хејли или Стив маскирају како би могао бар накратко да напусти кућу. Не зна се много о његовој прошлости и родној планети јер о томе никад не говори. На бочним деловима тела има отворе који нису видљиви осим када их њих штрцне слузаву течност, а то се дешава на сваких седам сати, или кад се узбуди због нечег.

## Остали ликови
- Ејвери Балок Jр. (Avery Bullock)

Стенов надређени у Цији. Има 58 година. Стен се увек (са понеким изузецима) опходи према њему што боље може, зове га на вечеру, додворава му се не би ли га овај унапредио у неки бољи положај. Једном приликом је ушао у везу са Стеновом ћерком Хејли.
- Џексон Плејти (Jackson)

Један од Стенових колега. За себе каже да је некада био хомосексуалац док је радио као агент са некретнине, а када је престао са тим послом, каже, његова содомија је одмах нестала. Мада тврди да је бивши хомосексуалац, једном је рекао да би волео да има вагину.
- Грегори Корбин и Теренс Бејтс (Gregory Corbin & Terrance Bates)

Локални ТВ спикери који раде на телевизији Канал 3. Њих двојица живе заједно и у ствари су геј пар. Сличне су висине и грађе, с тим што Грегори има смеђу косу а Теренс плаву. На самом почетку серије су постали комшије Смитових. Стену се то у почетку ни најмање није допадало, али не зато што су хомосексуалци него зато што су представници медија. Ипак, брзо је увидео да и нису тако лоши момци.
- Снот Лонстајн, Бери Робинсон и Тоши Јошида (Snot, Barry, Toshi)

Стивови најбољи, и може се рећи, једини школски другови. У школи се готово увек крећу заједно. Снот има коврџаву косу и бубуљице, Бери је подебео и изразито антипатичан Стену, док је Тоши Јапанац и говори јапански иако разуме енглески. Стив се често прави да разуме његове реченице, па на неки Тошијев коментар одговори сасвим невезаном реченицом.
- Линда и Боб Мемари (Linda & Bob Memari)

Пар муслимана из Ирана који су комшије Смитових. Стен је у почетку прогањао мислећи да су терористи. Линда је близак Франсинин пријатељ, а наговештено је и да има лезбијске склоности ка њој.
- Чак Вајт (Chuck White)

Стенов непријатељ. Њих двојица се често надмећу у разним стварима, на пример у томе ко ће стићи да боље паркира ауто пред црквом. Има супругу Кристи и ћерку Бетси према којој се понаша претерано заштитнички, убеђујући је да се не сме да се љуби са момцима јер ће тако да затрудни.

## Уводна шпица
Шпица серије представља Стена који скаче из кревета и пева "Good morning, U.S.A.", и током шпице са прага узме новине. На насловној страни у новинама је увек нека другачија вест, углавном сатиричне природе, типа „Оптимиста се удавио у полупуној кади“, или „Дечја гојазност у порасту, педофилија у паду“. Различит наслов у новинама за сваку епизоду је гег присутан код још неких серија, као што су Симпсонови где Барт сваки пут пише нешто друго на табли.